# Fatum
|  | Fatum er også et efternavn, se Lone Fatum |
 Der er for få eller ingen kildehenvisninger i denne artikel, hvilket er et problem. Du kan hjælpe ved at angive troværdige kilder til de påstande, som fremføres i artiklen.

Fatum er skæbnebegrebet i romersk religion. Fatum opfattes som den meningsfyldte verdensorden, der som en spådom kan forudsige fremtiden.